# Демографија Сао Томе и Принсипеа
Сао Томе и Принсипе има 131.000 становника који живе на Сао Томе и 6.000 на Принсипе. Они су потомци различитих етничких група који су досељавали на острво од 1485.
Становништво:
159.883 (јул 2000)
Структура по годинама:

0-14 година:
48% (мушкарци 38.588; жене 37.624)

15-64 година:
48% (мушкарци 37.216; жене 39.959)

65+ година:
4% (мушкарци 2.961; жене 3.535) (2000)
Пораст становништва:
3,16% (2000)
Однос полова:

рођени:
1,03 мушкарци/жене

испод 15 година:
1,03 мушкарци/жене

15-64 година:
0,93 мушкарци/жене

65+ година:
0,84 мушкарци/жене

укупно:
0,97 мушкарци/жене (2000)
Смртност новорођенчади:
50,41 умрлих/1.000 живорођених (2000)
Просечна старост:

укупно:
65,25 година

мушкарци:
63,84 година

жене:
66,7 година (2000 est.)
Број деце по жени:
6,08 рођене деце/жена (2000)
Религије:
Хришћани 80%
Језици:
Португалски (званични)
Писменост:

дефиниција:
15+ година који знају читати и писати

укупно:
73%

мушкарци:
85%

жене:
62% (1991)